# Istvándi
Istvándi è un comune dell'Ungheria di 641 abitanti situata nella contea di Somogy, nell'Ungheria centro-occidentale.